# رودريغ سليمان
رودريغ سليمان (12 سبتمبر1981-) ممثل ومخرج لبناني.

## مشواره المهني
درس الإخراج المسرحي في كلية الفنون الجميلة الجامعة اللبنانية، والسينما في باريس تخرج عام 2008، انطلاقته كانت في السينما عام 2009 من خلال فيلم رصاصة طايشة وحصد جوائز عديدة، وقدم أعمالا في التلفزيون والمسرح 

### مشاركه في الأغاني المصورة
في عام 2018شارك الفنانة عبير نعمة في أغنيتها المصورة «وينك» تحت إدارة المخرج سمير سرياني

## أعماله

### في التلفزيون
- (2022):عالحد
- (2021):شريعة الغاب
- (2020):الساحر (عاطف)
- (2020):عهد الدم
- (2020):العودة  (ريان مطر)
- (2019):متل الحلم  (الشيف منير)
- (2019):ثواني (سامي)
- (2018):حدوتة حب :خماسية الشهر السابع (ج1)
- (2017):ورد جوري (وليد)
- (2016):مش أنا
- (2016): قيامة البنادق
- (2016):سوا
- (2014):وأشرقت الشمس (شاهين)[6]
- (2011):الشحرورة
- (2011):الخلد

### في المسرح
- (2018): مترو بيروت
- (2018): الحياة الزوجية
- (2018): كلكن سوا (مروان)
- (2018): طقس بيروت
- (2014): ميشال وسمير
- (2013): نقطة عالسطر
- (2008):“Point Avant la Ligne”
- (2008): “Les Fourberies de Scapin”
- (2012): «ياماكان»
- (2012):le Premier Jour

### في السينما
- (2023):رايحين جايين
- (2022):1982
- (2018): غود مورنينغ
- (2017): المسافر
- (2016): بيت البحر
- (2016): من السماء
- (2015): بالحلال (أبو أحمد)
- (2014): الوادي
- (2013): عَكَر (إسكندر)
- (2013): غدي (جيرارد)
- (2009):رصاصة طايشة
- (2009): “Balle Perdue”

### في الإخراج
- (2005):“Dissident, Il Va Sans Dire”[7]
- (2011):Nice to meet you